# علم النفس الخاص بالتفضيل الموسيقي
علم النفس الخاص بالتفضيل الموسيقي هو دراسة العوامل النفسية الكامنة خلف التفضيلات الموسيقية المختلفة بين الأفراد. يسمع الناس الموسيقى بشكل يومي في مختلف أنحاء العالم، إذ تؤثر عليهم بطرق عديدة بدءًا بالتنظيم العاطفي وصولًا إلى التطور المعرفي، إلى جانب توفيرها الوسائل اللازمة للتعبير عن النفس. أظهر التدريب الموسيقي دورًا مساعدًا في تحسين التطور الفكري والقدرات الفكرية للفرد، لكن لا يوجد بعد أي رابط متعلق بكيفية تأثيره على التنظيم العاطفي. أظهرت العديد من الدراسات المتعلقة بهذا الموضوع امتلاك شخصية الفرد تأثيرًا على تفضيله الموسيقي، إذ غالبًا ما يعتمد تفضيل نوع موسيقي معين على الشخصية، لكن أشار تحليل تلوي أخير إلى أن الشخصية بحد ذاتها قادرة على تفسير التباين الضئيل بين التفضيلات الموسيقية. لا تقتصر هذه الدراسات على الثقافة الأمريكية، إذ أمكن تطبيقها مع نتائج هامة في مختلف الدول حول العالم، بما في ذلك اليابان، وألمانيا، وإسبانيا والبرازيل.

## التأثيرات الفردية والظرفية على التفضيلات الموسيقية
تمتلك الظروف تأثيرات مثبتة على تفضيلات الفرد لأنواع معينة من الموسيقى. في دراسة لعام 1996، قدّم المشاركون معلومات حول الموسيقى التي يفضلون سماعها في مواقف أو ظروف محددة، وخلصت نتيجة الدراسة إلى وجود دور كبير للظروف في تحديد التفضيلات الموسيقية لدى المشاركين. على سبيل المثال، تستدعي المواقف الكئيبة ميلًا نحو الموسيقى الحزينة والمزاجية، بينما يرتبط الموقف المتيقظ مع الميل نحو الموسيقى النشطة الصاخبة ذات الإيقاعات القوية.

### الجندر
تظهر النساء ميلًا أكبر للاستجابة بشكل عاطفي على الموسيقى مقارنة بالرجال. علاوة على ذلك، تفضل النساء الموسيقى الشعبية أكثر من الرجال. في دراسة حول الشخصية والجندر في تفضيل البيس المضخم، وجد الباحثون أن الرجال لديهم تفضيل أكبر لموسيقى البيس مقارنة بالنساء. يرتبط هذا التفضيل لموسيقى البيس أيضًا مع الشخصيات المعادية للمجتمع والشخصيات الحدية.

### الثقافة
أظهرت الأبحاث قدرة الثقافة على التأثير في التفضيلات الموسيقية. يميل البشر إلى الاستمتاع بالموسيقى المشابهة ثقافيًا أكثر من الموسيقى غير النمطية ثقافيًا. في دراسة لماكديرموت وشولتز (2016)، خضع المشاركون من ثلاث مناطق مختلفة في بوليفيا (لاباز، وسان بورخا وسانتا ماريا) والولايات المتحدة الأمريكية لعملية تقييم الاختلافات في التفضيلات الموسيقية. صنف الباحثون المشاركين من الولايات المتحدة في مجموعتين، إذ عالجت المجموعة الأولى خبرات لا تقل عن سنتين من العزف على الآلات الموسيقية بينما امتلكت المجموعة الثانية بسنة واحدة كحد أقصى من الخبرات. قسّم الباحثون المشاركين من بوليفيا إلى مجموعتين بالاستناد إلى منطقتهم، مع امتلاك كل منهما لمستويات مختلفة من التعرض للثقافة الغربية. اتسمت مجموعة المشاركين من سانتا ماريا، تسيماني، بأهمية خاصة بسبب الاختلافات الجوهرية بين موسيقىهم والموسيقى الغربية إلى جانب انعزالهم النسبي عن تأثيرات الثقافة الغربية. تعرض المشاركون لمجموعة من الأصوات التقليدية المتناغمة والمتنافرة من الموسيقى الغربية، ثم طُلب منهم تقييم هذه الأصوات وفقًا لمدى استساغتهم لها. أشارت النتائج إلى امتلاك الأمريكيين، على وجه التحديد الموسيقيين المدربين منهم، تفضيلًا أقوى للتناغم في موسيقىهم. أظهرت مجموعتا لاباز وسان بروخا بدورهما درجة من التفضيل للتناغم. مع ذلك، استمتعت مجموعة تسيماني بالتوليفات الموسيقية المتناغمة والمتنافرة على حد سواء، ما يشير إلى تطور التفضيل المتناغم للموسيقى عبر التعرض الثقافي وعدم امتلاك الإنسان أي تفضيلات فطرية لنوع معين من الانسجامات أو التوليفات الموسيقية.
تستطيع الثقافة تغيير طريقة إدراك الفرد للموسيقى، ويمكنها تعديل الاستجابة الوجدانية للموسيقى، على وجه التحديد ضمن السياق الاجتماعي. يشعر الأفراد بوجود تواصل أكبر بين بعضهم البعض عند سماعهم الموسيقى النمطية في ثقافتهم مقارنة بسماعهم الموسيقى غير النمطية ثقافيًا. أشارت الأبحاث السابقة إلى أن سماع الموسيقى المألوفة له دور في تأسيس درجة أكبر من قدرة التنبؤ بالحركة، ما من شأنه المساهمة في تحقيق مزيد من التزامن الحركي بين الأفراد، وبالتالي تعزيز مشاعر الترابط الجماعي والاستمتاع بالموسيقى. تؤثر الثقافة أيضًا على قدرة الفرد على تذكر الموسيقى. أجرى ديموريست وموريسون (2016) دراسة حول الذاكرة الموسيقية العابرة للثقافات. شملت الدراسة سماع المشاركين الغربيين ستة مقتطفات موسيقية. كانت ثلاثة من هذه المقتطفات الموسيقية مأخوذة من الموسيقى الكلاسيكية التركية بينما ترجع المقتطفات الثلاثة الأخرى إلى الموسيقى الكلاسيكية الغربية. سمع المشاركون هذه المقتطفات الموسيقية ضمن ثلاثة سياقات موسيقية مختلفة (الأصلية، وأحادية الصوت ومتسقة الأزمنة). بمجرد تشغيل جميع المقتطفات وسماعها، تلقى المشاركون اختبار ذاكرة. أشارت نتائج هذا الاختبار إلى امتلاك المشاركين ذاكرة أفضل باستمرار عند تذكر الموسيقى الموافقة لثقافتهم مقارنة بالموسيقى غير المألوفة.